# منتخب باربادوس لسباعيات الرغبي
منتخب باربادوس لسباعيات الرغبي (بالإنجليزية: Barbados national rugby sevens team)‏ هو ممثل باربادوس الرسمي في المنافسات الدولية في سباعيات الرغبي
.